# Danny Roelandt
Danny Roelandt, född 5 november 1955, är en friidrottare från Belgien. Han deltog vid olympiska sommarspelen 1980.